# Ceparii Pământeni, Argeș
Ceparii Pământeni este satul de reședință al comunei Cepari din județul Argeș, Muntenia, România.